# 一丁
一丁（いっちょう、1979年4月27日 - ）は、日本のお笑い芸人。旧芸名は渡部一丁。兵庫県西宮市出身。甲南大学法学部経営法学科卒業。

## 経歴
- 2003年、約2年間の役者生活を経て芸人として上京する[2]。
- ワタナベエンターテインメント所属（2005年頃。当時まだWCSが無かった）、フリーランスを経て、SMA NEET Project所属。
- 漫才を志向するも相棒も見つからず、落語も好きだった為に漫談・一人ネタ等を始める。二度行われた単独ライブでは創作落語も披露している。2011年11月からニッタロビンソンとお笑いコンビ「プラッチック」を結成して以降は漫才にシフトしていたが、2021年2月12日解散[3]。解散に至る経緯をYouTubeにて発表した[3]。
- ピン芸人での活動は2004年3月～2011年10月まで。その後9年間のコンビを経て、2021年から再びピン芸人へ。なお、2010年9月22日に単独ライブ「一丁上がり!」[4]、2011年9月17日に単独ライブ「もう一丁!!」[5]を開催した。
- 2019年9月からYouTubeチャンネル「一丁やるチャンネル」[6]に北斗の拳のシン漫才[7]やドラゴンボールZドッカンバトルガシャ動画などをアップしている[6]。

- 2019年12月ドージョー・チャクリキ公式ナビゲーター＆実況者に決定。
- 2020年4月21日に、芸名を「渡部一丁」から「一丁」に改名したことを自身のYouTubeチャンネル「一丁やるチャンネル」内で発表[8]。

## 人物
- 古川登志夫の声帯模写ができ、ピッコロや、ポートガス・D・エース、シンをはじめとした、古川演ずるキャラクターの物まねを得意とし、本人からの公認を得る。古川本人とも交流があり、古川が渡部の出演するお笑いライブを観賞に来た際、非常に緊張したとブログに載せていた[9]。また、古川自身もウェブサイトやtwitterにて、渡部一丁について触れている。もともとプライベートで古川の声帯模写を行っていたのを、山本高広が聞き、本格的にやるように薦められたことが契機であるとしている[10]。また、2012年8月5日放送の「ご自慢ライブ おしあげNOW!」の生放送でピッコロに扮した渡部は「古川登志夫公認ピッコロ芸人」として古川と共演を果たしている[11]。
- 漫談を披露した際に審査員で来ていた倉本美津留に「若い頃のさんまさんを彷彿とさせる」と評された事がある[12]エピソードに端を発し、しばしば周囲から揶揄半分で「平成のさんま」と称されることがある。
- 高校時代にフランスの日本人学校に2年いたこともある[13]がフランス語は話せない。負けず嫌いで、サッカー部では副キャプテンでゴールキーパーだったが、背が高い他のキーパーに負けたくない為に、ひたすらジャンプの練習をし過ぎて膝を痛めた。
- 高校の頃はボクシングやキックボクシングをやっていた。フランスではフランス式キックボクシング「サバット」をやっていた。
- 甲南大学体育会少林寺拳法部の第三十五代主将。関西学生大会において「最優秀賞」受賞歴がある。二度ほど拳を骨折したことがある。
- YouTubeチャンネルでは色んな相手とのスパーリング動画もあげている。
- 筋トレが趣味でボディメイクの大会に出場歴もある（エピソード参照）。
- 一人やDB芸人ユニットでもテレビやイベントに出演する。その他芝居の舞台や映像作品にも出演することがある。

## エピソード
- Youtubeでのリアルタイムダイエット企画「Free'z Boot Camp（フリーズブートキャンプ）」に2018年7月～9月の間参加しており、ウエストを73cmから62cmまで、体重を59.2kgから50.5kgまで、体脂肪を15.7%から5%まで絞っている[14]。以降筋トレを続けており、2019年6月2日開催のSUMMER STYLE AWARD 2019[15]に出場[16]。筋肉つながりで、芸人のねこじゃらしやUUUM所属のYoutuberサイヤマングレート[17]とも交流があり、お互いのYoutubeにコラボ動画が投稿されている。
- ライブ配信サービスでのイベント入賞によりFM87.6MHz「渋谷のラジオ」の「渋谷でエアボール」[18]に、2019年9月4日に出演。バスケットボールキング[19]とバスケットボールキング公式twitter[20]に取り上げられている他、ラジオ自体は「渋谷でエアボール」[18]のnoteでいつでも視聴可能。また、同じく入賞によりアドトラックにシンの写真が載った事もある[21]。
- ライブ配信サービスのイベント入賞で文化放送ラジオ「pocoっとchaンネル」[22]で吉田照美と共演。共に共演したぴよひなや、月永一郎と接点があり、両者が所属しているstudioLIVEX[23]から販売の「toytoytoy3～ボイスドラマおもちゃ箱～」に出演[24]。
- 2019年8月11日、12日に刀屋壱[25]の殺陣イベント烈～Retsu～第9回に出演した[26]。ステージでは人造人間18号との素手での格闘、エースに扮してルフィとの能力対決、殺陣を演じた。
- 以後も時折殺陣の別団体の練習に参加している様子。
- ドージョー・チャクリキの公式ナビゲーターに決定されたことが、2019年12月15日同社の公式ＨＰ[27]及びFacebookにて公表された。以後、2020年3月27日放送「大阪大会」[28]サンテレビでの録画放送に出演。また2020年5月17日youtube動画配信のブランコ・シカティック氏の追悼大会でも実況を務めている[29]。
- 縁劇ユニット流星レトリックが主催、即日で台本作成から練習、本番、打ち上げまでをオンラインで見せる「ゼロから作る朗読劇『星の瞬き~セレスタ密着24時~』」に2020年5月16日（土）に出演[30]。4兄妹の長男桔平役を演じた。
- YouTubeのショートムービー「ハンドシアター」にも度々出演している。
- 同期のローズヒップファニーファニー ハギノ・リザードマンと毎週火曜日19時からちゃんねるプラッチック[6]内で同期の大喜利生配信「DOKIRI」をやっていた[31]。

## 出演作品
- 渡部一丁単独ライブ「一丁上がり!」(DVD)
- 渡部一丁単独ライブ其ノ二「もう一丁!!」(DVD)

### テレビ
- シンガタ（日本テレビ、2010年11月20日）
- シルシルミシル（テレビ朝日、2011年2月9日）
- コージー冨田のものパチJPN!!（テレビ神奈川、2012年7月26日）
- ご自慢ライブ おしあげNOW!（東京MXTV、2012年8月5日）
- ミュージャック（関西テレビ、2012年10月19日）
- ナカイの窓（日本テレビ、2013年9月4日、2016年1月20日）
- 『ぷっ』すま（テレビ朝日、2016年4月29日）
- ウチのガヤがすみません!（日本テレビ、2017年1月15日）
- まろに☆え〜るTV〜とちぎの旅!ワクワクすっぞ!〜（とちぎテレビ、2018年2月15日、2018年2月22日）
- 10万円でできるかな（テレビ朝日、2018年2月27日、2019年5月5日）スクラッチくじ回
- そっくりツイートGP 似すぎてジワる（TBS、2019年3月25日）リツイート数1位動画出演
- それって!?実際どうなの課（中京テレビ、2019年5月29日）剣道回
- まろに☆え〜るTV-GT特別版（とちぎテレビ、2019年8月25日）※再放送26日
- 東野幸治の宇宙科学特捜隊 アインシュタイン先生、世界は“ひも”でできていました！」（朝日放送テレビ、2019年9月21日）
- それって!?実際どうなの課（中京テレビ、2019年11月27日）
- 有吉ゼミ（日本テレビ、2020年2月10日）那須川天心＆白鳥大珠＆ドラゴンボール軍団、ギガ盛りオムライスに挑戦
- ヒルナンデス!（日本テレビ、2020年3月25日）つるの＆ブルゾン卒業SPドラゴンボール芸人鉄板ネタ
- 有田P おもてなす（NHK総合、2020年12月5日）
- そろそろにちようチャップリン（テレビ東京、2020年12月19日）どこよりも早い2021年ブレイク候補芸人ショートネタスペシャル（初のコンビネタで出演。ネタのおかわりも獲得）
- 有田プレビュールーム2時間SP（TBS、2021年1月18日）

### ラジオ
- 古川登志夫のくるくるドリーム（MID-FM及びSimulRadio、2013年3月15日）
- 爆笑問題の日曜サンデー
- pocoっとchaンネル[32]（文化放送、2019年5月6日 - 2019年6月24日）
- 渋谷でエアボール[18]（渋谷のラジオ、2019年9月4日）

### CM
- Z会予備校

### インターネット

#### Youtube
- 一丁やるチャンネル[6]
- まろに☆え〜るTV〜とちぎの旅!ワクワクすっぞ!〜（Youtubeとちテレ公式チャンネル、第3回2018年2月26日、第4回2018年3月4日）
- まろに☆え〜るTV-GT特別版（Youtubeとちテレ公式チャンネル、第17回2019年6月28日 - 第27回2019年8月2日）
- ザ・きんにくTV【DB芸人コラボ】[33]（ザ・きんにくTV[34]、2019年8月17日）
- DB音頭【DB芸人】[35](Youtube)
- DBG ALLSTARS[36](Youtube)

#### ニコニコ生放送
過去のレギュラー
- みんなのジャグラー生放送（2013年2月16日 - 2014年3月22日）※コンビで出演。毎月第四土曜日放送。PmartTVの番組
- アイハツ（2013年4月25日 - 6月27日）
- 火曜プラッチック劇場（2013年5月7日 - 2014年2月25日）※毎週火曜日に放送

単発
- R藤本の水曜はじけてまざれ!（2009年10月16日初出演 - 複数回出演）
  - R藤本の水曜はじけてまざれ!(複数回出演)
  - オールナイトdeはじけれまざれ（2009年10月16日）
  - 藤本Rのまざらない話（2009年12月23日）初代MVM受賞
  - 出張！はじけてまざれ！LIVE in 表参道ヒルズ（2011年4月30日）
  - 24時間よしよし動画内はじまざSP（2012年12月15日）
  - 「R藤本の水曜はじけてまざれ！」放送250回記念！公開生放送・HAJIMA THE LIVE！（2014年11月12日）
  - DBナイトdeはじけてまざれ！（2015年9月23日）
- ニコニコ超会議
  - ニコニコ超会議出張版!! 吉本芸人 劇団アニメ座公演（2012年4月28日）
  - 【ニコニコ超会議2018】超料理ステージ supported by カゴメ（2018年4月28日）
- ブシモ放送局（2014年2月14日）
- ニコニコ町会議
  - ニコニコ町会議 in 大阪 水都大阪ミナミフェスティバル2014（2014年11月1日）
  - ニコニコ町会議 in 大阪 とんぼりリバーウォークステージ（2014年11月1日）
- YOUは何しに池ハロへ[37]（2018年10月28日）

#### その他のネット番組
- プラッチックのゲチェナッチョ（PmartTV、2012年3月 - 2012年9月）
- コージー冨田のものパチJPN!!（PmartTV、2012年7月27日）

## ライブ
- きらめきニシキ
- SMAトライアウトライブ
- お智だちライブ
- ムチャブラレ
- drop dead gorgeous
- 漫才協会主催浅草東洋館漫才大行進（道場破り枠）

### トークライブ
- いちょけん
- マッチョサミット（新宿オルティナスタジオ、2019年8月29日）

### 劇団アニメ座
- 劇団アニメ座DB（新宿シアターモリエール、2013年3月2日）
- アニメ座VSシリーズ〜VS DB芸人〜（13式催事空間、2014年8月8日）
- アニメ座VSシリーズ劇場版〜アニメ座vsDB芸人〜(ヨシモト∞ホール、2015年1月10日)
- 第4次 アニメ座vsDB芸人(新宿ロフトプラスワン、2016年8月5日)
- アニメ座vsDB芸人 OMIYA GALAXY(大宮ラクーンよしもと劇場、2017年9月26日)
- 劇団アニメ座DB超（ルミネtheよしもと、2017年11月23日）
- 真・劇団アニメ座DB～DB芸人絶滅計画～（紀伊国屋ホール、2020年2月13～16日全６公演）

### DBナイト関連
- DBナイト（2012年6月8日 - ）
- DB芸人ネタライブ（CHARA DE 阿佐ヶ谷、2017年3月2日）

### DB芸人バーサスライブ
- DB芸人バーサスライブin大宮（大宮ラクーンよしもと劇場、2018年1月30日-）※ほぼ毎月開催

### 単独ライブ
- 第1回渡部一丁単独ライブ「一丁上がり!」(新宿V-1、2010年9月22日)
- 第2回渡部一丁単独ライブ「もう一丁!!」(新宿劇場バイタス、2011年9月17日)